# 结晶度
结晶度或结晶性指的是固体中的结构有序程度。换言之，结晶度表示聚合物结晶部分占全部聚合物的比例。结晶度对物质的硬度、密度、透明度、扩散程度均有重大影响。
结晶度常用X射线晶体学手段分析测量，但亦可用量热学手段得到。